# Dezentrale Beteiligten-Bewertung
Das IT-Verfahren Dezentrale Beteiligten-Bewertung oder auch DEBBI ist ein Computerprogramm, das am 1. November 2004 in der Bundeszollverwaltung eingeführt wurde. Das Java-Applet wird im Webbrowser geladen.
Ziel des Systems ist es, allen angeschlossenen Dienststellen eine Bewertung der Zuverlässigkeit eines Zollbeteiligten zu ermöglichen. Zu diesem Zweck werden in DEBBI Ergebnisse von Prüfungen (Einfuhrhandelsprüfungen, Außenwirtschaftsprüfungen), Bußgeldverfahren und Strafverfahren erfasst und aus diesen eine Bewertungskennziffer gebildet, die Rückschlüsse auf den Risikofaktor des Beteiligten zulässt.
Diese bedeuten im Einzelnen:
1. geringes Risiko bzw. Zuverlässigkeit
2. mittleres Risiko
3. großes Risiko.

In der Regel besitzt der Zahlenwert nur Aussagekraft zur groben Einordnung des Beteiligten. Eine wirklich zutreffende Einschätzung des Beteiligten wird nur durch Auswertung der zu der Bewertung führenden Vorgänge ermöglicht. Daher ist diese für die Vergabe des Status des Zugelassenen Wirtschaftsbeteiligten durch BMF-Erlass vorgesehen.
Jeder Beteiligte mit eigener Zollnummer kann bei seiner zuständigen Oberfinanzdirektion schriftlich einen Auszug seiner aktuellen Bewertung beantragen.
Ab dem Release 7.0 der ATLAS-Zollsoftware wird bei Zollanmeldungen die jeweilige Bewertung der Beteiligten angezeigt.
Für die fachlichen Belange des Systems ist die Zentralstelle Risikoanalyse zuständig, technisch wird das System durch das Zentrum für Informationsverarbeitung und Informationstechnik betreut.